# Pleurotomella ecphora
Pleurotomella ecphora é uma espécie de gastrópode do gênero Pleurotomella, pertencente a família Raphitomidae.